# Austrodecus frigorifugum
Austrodecus frigorifugum är en havsspindelart som beskrevs av Stock, J.H. 1954. Austrodecus frigorifugum ingår i släktet Austrodecus och familjen Austrodecidae. Inga underarter finns listade.